# Dortmundbrunnen
Ein Dortmundbrunnen (englisch: Dortmund tank oder auch Hopper-bottom tank) ist ein Absetzbecken, das in einer Kläranlage zur Nachklärung von Abwasser eingesetzt wird. Er unterscheidet sich von anderen Absetzbecken durch die Bauform als tiefer Trichter, in der die Strömung vertikal statt horizontal stattfindet. Der Name resultiert daraus, dass die Verwendung dieser Bauform erstmals 1887 in Dortmund erwähnt wurde.

## Aufbau und Funktion
Der Dortmundtank besteht aus einem trichterförmigen Becken, das vom zu klärenden Abwasser von unten nach oben vertikal durchströmt wird. In dem Becken kommt es zur Sedimentation des Klär- und Belebtschlamms aufgrund der unterschiedlichen Dichte des Wassers und des Schlammes, der sich an den Wänden des Beckens absetzt. Die Fließgeschwindigkeit des Wassers nimmt aufgrund der Aufweitung nach oben ab, wodurch enthaltene Feststoffe nach unten sinken und an den schrägen Wänden in den Schlammsammelraum rutschen. Durch den Aufbau mit einer Wandneigung von etwa 60 % rutscht der Schlamm vollständig nach unten und wird in der Trichterspitze gesammelt, hier kann er ohne zusätzliche mechanische Sammler, die in einem horizontal angelegten Becken notwendig sind, abgesaugt werden. Das abgetrennte Material kann nachfolgend einer Schlammbehandlung zugeführt werden.

## Einsatz
Eine Realisierung dieser durch ihre Bautiefe sehr aufwändigen und teuren Brunnen wird heutzutage nur noch bei kleinen Anlagen vorgenommen. Der hydraulische Wirkungsgrad liegt bei etwa 60 %.

## Belege
1. 1 2 3  Dortmundbrunnen bei wasserwissen.de; abgerufen am 17. August 2015.
2. 1 2  Theo Mann et al.: Wastewater, 2. Aerobic Biological Treatment. In: Ullmann’s Encyclopedia of Industrial Chemistry, Wiley-VCH Verlag GmbH & Co. KGaA, Weinheim 2012; S. 592–593. doi:10.1002/14356007.o28_o08